# Joseph Wiseman
Joseph Wiseman (Montreal, Quebec; 15 de mayo de 1918-Nueva York; 19 de octubre de 2009) fue un actor canadiense.

## Biografía
Nacido en Montreal, Quebec, Canadá de padres judíos ortodoxos, Louis y Pearl Rubin —de soltera Ruchwarger—, Wiseman creció en Nueva York. A los 16 años, comenzó a actuar y se convirtió en profesional, lo que disgustó a sus padres. Conocido mundialmente por haber interpretado al Satánico Dr. No en la primera película de James Bond interpretada por Sean Connery.

### Carrera
Wiseman hizo su debut en Broadway en 1939, con un pequeño papel en Robert E. Sherwoodis Abe Lincoln in Illinois. Entre las muchas apariciones que tuvo durante su larga carrera en el teatro, donde tuvo el papel protagonista de In the Matter de J. Robert Oppenheimer en Broadway en 1968 y el papel del Padre Massieu en la producción original en Broadway de Joan Lorraine, en el papel de the Maxwell Anderson el cual finalmente sería la película Juana de Arco.
Apareció en varias películas en los años 1950s. Hizo su primer papel estelar en la película de 1951 Detective Story, donde recreaba su presencia de Broadway como un pequeño e inestable campana de tiempo. Más tarde actuaría como el archienemigo de Marlon Brando en Viva Zapata! (1952). Pero la fama le llegó cuando interpretó el papel del Dr. No en la primera película de James Bond por Eon Productions del productor Harry Saltzman, quién le dio el papel en diciembre de 1961: la interpretación de Wiseman en Detective Story hizo que ganara el papel. (Más tarde en su vida el vería la película con desdén, y prefería ser recordado por su carrera teatral.
En 1957 interpretó al padre Billy Minsky en The Night They Raided Minsky's. Más tarde aparecía como opositor de Sir Laurence Olivier en The Betsy (1978). Wiseman tuvo papeles de amplia variedad en otras películas: The Apprenticeship of Duddy Kravitz, Seize the Day, Bye Bye Braverman. Fue invitado como protagonista en series de TV como Westerner, Las calles de San Francisco, Los intocables, Crime Story, The  Twilight Zone (episodio "One More Pallbearer"), Magnum, P.I., Buck Rogers en el siglo XXV, Night Gallery. Su última película fue hecha en 1988 donde apareció en un show como MacGyver. Su última aparición en televisión fue como actor de reparto de Seymour Bergreen en 1996. en el episodio de Law & Order titulado "Family Business" Su última aparición en Broadway fue en Judgment at Nuremberg en 2001. 
Siguiendo a la muerte de Charles Gray en el año 2000, Wiseman fue el último villano superviviente de las películas de James Bond realizadas con Sean Connery para United Artists.

### Vida personal y muerte
Wiseman se casó con Nell Kinard el 28 de agosto de 1943; y se divorciaron. Se casó con la coreógrafa, bailarina y maestra Pearl Lang desde 1964 hasta la muerte de ella en febrero de 2009. Wiseman murió el 19 de octubre de 2009 en su hogar en Manhattan, después de haber estado en deterioro de salud durante un tiempo. A Wiseman le sobreviven su hija, Martha Graham Wiseman, y su hermana, Ruth Wiseman.

## Filmografía seleccionada
- ¡Viva Zapata! (1952)
- The Silver Chalice (1954)
- The Garment Jungle (1957)
- Los que no perdonan (1960)
- Dr. No (1962)
- Stiletto (1969)
- Lawman (1971)
- The Valachi Papers (1972)
- Journey Into Fear (1975)
- The Betsy (1978)
- Seize the Day (1986)